# Rów Kurylsko-Kamczacki

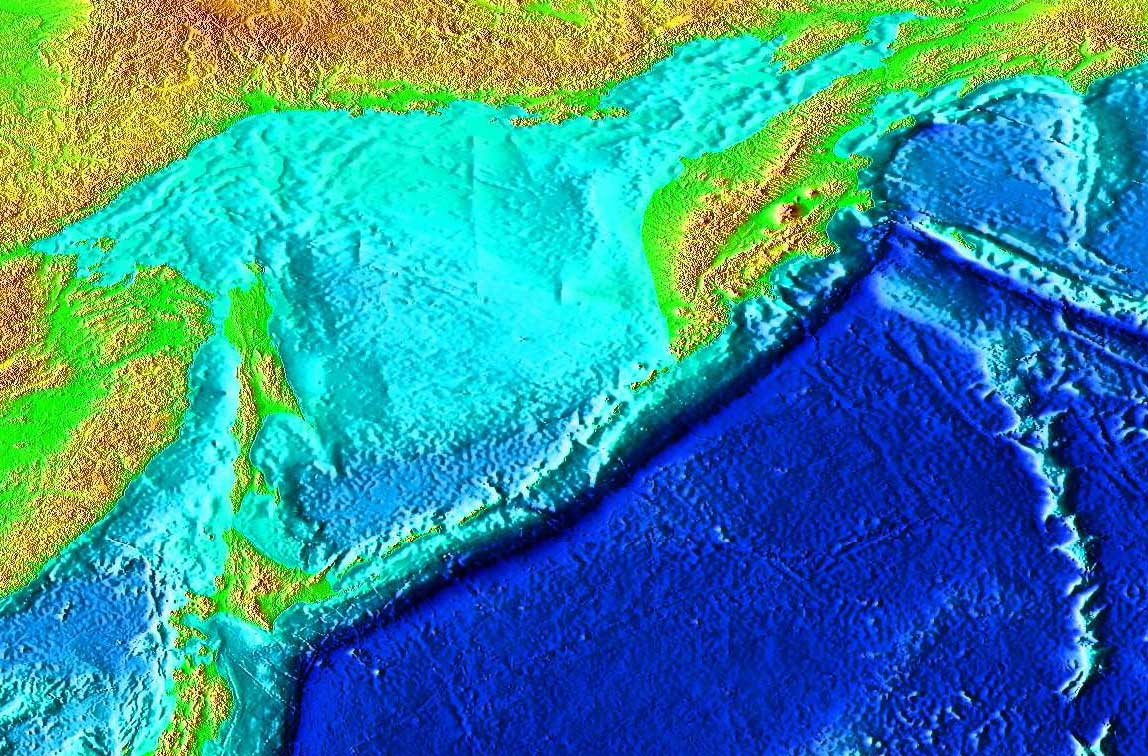
Mapa satelitarna Rowu Kurylsko-Kamczackiego

Rów Kurylsko-Kamczacki (Rów Kurylski, ros. Курило-Камчатский жёлоб, ang. Kuril Trench) – rów oceaniczny w północno-zachodniej części Pacyfiku, na północno-zachodnim skraju Basenu Północno-Zachodniego.
Rów ciągnie się wzdłuż wysp Hokkaido, Kuryli i półwyspu Kamczatka. Na północnym wschodzie łączy się z Rowem Aleuckim, a na południu z Rowem Japońskim. Na wschód od Rowu Kurylsko-Kamczackiego znajduje się płyta pacyficzna, a na zachód płyta ochocka, będąca częścią większej płyty północnoamerykańskiej. Jego długość wynosi 2200 km, średnia szerokość 120 km, głębokość 9750 m p.p.m.